# Inghem
Inghem foi uma comuna francesa na região administrativa de Altos da França, no departamento de Pas-de-Calais. Estendia-se por uma área de 3,19 km². Em 2010 a comuna tinha 1 090 habitantes (densidade: 341,7 hab./km²).
Em 1 de setembro de 2016, passou a formar parte da nova comuna de Bellinghem.